# Tiens-toi droite
Pour plus de détails, voir Fiche technique et Distribution.
Tiens-toi droite est une comédie française réalisée par Katia Lewkowicz, sortie en 2014.

## Synopsis
Le film relate l'histoire de trois femmes. Louise se bat pour sauver une laverie familiale et entre dans une entreprise où l'on fabrique des poupées. Sam est mère de trois filles et se prépare à une nouvelle naissance. Lili enfin, fille d'un mineur, exilée en Nouvelle-Calédonie, revient en Métropole, rêve de travailler dans l'industrie et, en attendant ce jour, remporte le titre de Miss Francophonie. Elles finissent par se rencontrer autour de la fabrication d'une poupée à l'image de Lili.

## Fiche technique
- Titre : Tiens-toi droite
- Réalisation : Katia Lewkowicz
- Scénario : Katia Lewkowicz
- Montage : Fabrice Rouaud et Elif Uluengin
- Musique : Jun Miyake et Pascal Mayer
- Photographie : Nicolas Gaurin
- Production : Édouard Weil et Alice Girard
  - Coproduction : Christoph Friedel, Claudia Steffen et Geneviève Lemal
- Sociétés de production : Rectangle Productions, Orange Studio, Wild Bunch et Scope Pictures, en association avec les SOFICA SofiTVciné 1 et Cofinova 10
- Société de distribution : Wild Bunch Distribution
- Pays d'origine :  France
- Langue originale : français
- Genre : comédie
- Durée : 94 minutes
- Dates de sortie :
  - France : 26 novembre 2014

## Distribution
- Marina Foïs : Louise
- Noémie Lvovsky : Sam
- Laura Smet : Lili
- Sarah Adler : Emma
- Lola Dueñas : Marguerite
- Jonathan Zaccaï : Stéphane
- Michaël Abiteboul : Damien
- Dominique Labourier : la mère de Louise
- Richard Sammel : Benoît
- Lyna Ramdane : Lola
- Yilin Yang : Sin
- Charlie Nelson : le père de Lili
- Crystal Shepherd-Cross : la deuxième sœur de Louise
- Marie Payen : la grande-sœur de Louise
- Tom Rivoire : Kévin
- Juliette Mabilat : Léa
- Bernard Verley : le premier homme du conseil d'administration
- Alain Fromager : le deuxième homme du conseil d'administration
- Patrick Bonnel : le troisième homme du conseil d'administration
- Nadir Legrand : le premier collègue de la cellule de recherche
- Rodolphe Dana : le deuxième collègue de la cellule de recherche
- Éric Herson-Macarel : le troisième collègue de la cellule de recherche
- Valérie Vogt : la femme de l'institut de sondage
- Emmanuelle Bougerol : la couturière
- Claire Dumas : Sonia
- Marie-Sohna Condé : la sage-femme
- Sarah Stern : la mère de Sam
- Julia Piaton : la jeune femme du pub
- Daphné Chollet : la fille à la radio
- Héléna Soubeyrand : la jeune fille à l'élection des Miss
- Claudine Delvaux : Mme le Maire
- Delphine Zingg : la bouchère
- Geneviève Mnich : la femme du conseil d'administration
- Michelle Goddet : la mère de Lili
- Émilie Lafarge : journaliste de la conférence de presse

## Accueil

### Box-office
Selon Le Figaro, le film figure en troisième position dans la liste des vingt films français et étrangers les plus « boudés par le public » en 2014 .
En effet, doté d'un budget de 4,41 millions d'euros, il a réuni seulement 39 629 spectateurs en France.

## Autour du film
- À l'occasion de la sortie du film, un Tumblr #TiensToiDroite a été créé, proposant aux internautes de dénoncer les propos sexistes du quotidien[4].